# Peter Joseph
Peter Joseph é um diretor americano de filmes não-comerciais e ativista. Ele escreveu, dirigiu, produziu, compôs a trilha sonora e narrou os dois filmes documentários Zeitgeist, the Movie em 2007 e sua sequência, Zeitgeist: Addendum em 2008. Ele decidiu lançá-los gratuitamente pela internet, via Google video e BitTorrent, de modo a encorajar o alcance mundial destes filmes. É também é o fundador do The Zeitgeist Movement (O Movimento Zeitgeist), uma organização com mais de 30.000 inscritos por todo o mundo. Em Portugal, o número ultrapassa os 5.000 inscritos, no Brasil os 8.000 inscritos e na Argentina 11.000.[carece de fontes?]

## Vida anterior
Peter nasceu na Carolina do Norte em uma família de classe média. Devido ao conteúdo controverso de seus filmes, ele escolheu reter seu sobrenome para proteger a identidade e anonimato de sua família. Ele disse em entrevistas que o papel da sua mãe como um trabalhadora social ajudou a moldar a sua opinião e impressões da vida americana. Depois, ele se mudou para New York para fazer escola de artes. Atualmente ele mora e trabalha em Nova York como editor de filmes/compositor/produtor freelance para várias indústrias.

## Zeitgeist, The Movie
Zeitgeist, the Movie se tornou realidade como um projeto pessoal e foi exibido em Nova York. Depois de exibido, foi lançado online. Em pouco tempo, o filme recebeu milhares de visualizações e em poucos meses a "Final Edition" foi completada. As visualizações do filme passaram de 50 milhões apenas no Google video. Considerando as outras postagens em diferentes formatos, a distribuição pelo BitTorrent, além de outras, Joseph estima que o número total de visualizações pelo mundo passem dos 100 milhões.

## Zeitgeist: Addendum
Em outubro de 2008, Zeitgeist: Addendum foi lançado como uma continuação do primeiro filme, focando nas questões principais e relevantes sobre a corrupção humana, além de oferecer uma solução. O website da série de filme reporta que este tem uma média de 50,000 visualizações diárias, tendo chegado aproximada de 10 milhões de visualizações em agosto de 2009. Isto não inclui visualizações do YouTube e outras plataformas.

## Zeitgeist: Moving Forward
Em 15 de Janeiro de 2011 foi lançado Zeitgeist: Moving Forward, o terceiro filme da série Zeitgeist.

## Ativismo e o Movimento Zeitgeist
Peter Joseph iniciou O Movimento Zeitgeist em 2009 depois do lançamento de seu segundo filme. O Movimento Zeitgeist defende grandes mudanças sociais, a mais importante das quais é a transição da sociedade moderna global monetária para uma sociedade com economia baseada em recursos (alternativa proposta pela organização The Venus Project).

## Exposição na mídia
Peter Joseph foi assunto de um artigo do New York Times  pouco depois do "Zeitgeist Day 2009", assim como em várias entrevistas de rádio e jornalistas da mídia independente.

## Palestras
- Review and recordings of a lecture and Q&A at Goldsmiths College - August 2009